# 루이제 베포르트
루이제 베포르트(Luise Befort, 1996년 5월 27일 ~ )는 독일의 배우이다. 넷플릭스 드라마 《위 아 더 웨이브》의 레아 에르스트 역으로 이름을 알렸다.